# Petabit
O petabit (Pb) é um múltiplo do bit, a unidade básica de informação em teoria da informação, computação e comunicações digitais.
O prefixo peta (símbolo P) é definido no Sistema Internacional de Unidades (SI) como um multiplicador de 1015 pelo que:
1 petabit = 1015bits = 1000 000 000 000 000 bits.